# 화전소녀 101
화전소녀 101(중국어: 火箭少女101, Rocket Girls 101)은 중국의 걸그룹이다. 2018년 《Rocket Girls》로 데뷔했으며 2020년에 해체했다.

## 방송
- 창조 101 (2018)

## 음반
- 부딪혀 (2018)
- 입풍 (2019)
- 만나다•헤어지다 (2020)